# Newag 19WE
Newag 19WE – normalnotorowy czteroczłonowy elektryczny zespół trakcyjny produkowany w latach 2008–2010 w zakładach Newag w Nowym Sączu. Powstały w sumie 4 sztuki, które są eksploatowane w SKM Warszawa.
Prototyp 19WE po dostawieniu dwóch członów środkowych otrzymał oznaczenie 20WE.

## Historia

### Geneza
Po II wojnie światowej w Polsce elektryczne zespoły trakcyjne (EZT) produkowane były aż do 1997 roku tylko przez Pafawag z Wrocławia. Był on producentem m.in. najpopularniejszego w Polsce EZT serii EN57. PaFaWag po prywatyzacji w latach 90. zaprzestał produkcji tego typu pojazdów, a ostatnim wyprodukowanym zespołem był ED73 w 1997. Przez kilka lat w Polsce nie produkowano żadnych EZT.
W tym czasie PKP, a później samorządy kupowały głównie wagony spalinowe i spalinowe zespoły trakcyjne, gdyż w obsłudze linii niezelektryfikowanych dominowały lokomotywy zużywające duże ilości paliwa. Pozwoliło to polskim producentom oraz przewoźnikom na zebranie doświadczenia w produkcji i eksploatacji lekkiego taboru. Dodatkowo modernizowano posiadane przez polskich przewoźników zespoły trakcyjne serii EN57.
W 2004 roku Newag we współpracy z firmą Energocontrol Kraków zaprojektował pierwszy EZT własnej konstrukcji – 14WE, do którego produkcji, rozpoczętej rok później, wykorzystywano części ze skasowanych EN57. W 2007 roku we współpracy z tą samą firmą, noszącą wówczas nazwę EC Engineering, rozpoczęto projektowanie całkowicie nowego składu – 19WE.

### Produkcja
Newag do budowy prototypu, który powstał ze środków własnych producenta, przystąpił w 2007 roku. Skład został po raz pierwszy zaprezentowany 10 września 2008 podczas XVIII Forum Ekonomicznego w Krynicy-Zdroju, a jego światowa premiera (w skróconej 3-członowej wersji) miała miejsce 23 września podczas targów InnoTrans w Berlinie.
Wiosną 2009 roku prototypowy egzemplarz wydłużono do wersji sześcioczłonowej oznaczonej typem 20WE. W połowie maja tego samego roku skład ten był testowany na torze doświadczalnym Instytutu Kolejnictwa w Węglewie koło Żmigrodu i otrzymał wówczas świadectwo dopuszczenia do eksploatacji wydane przez UTK.
15 czerwca SKM Warszawa zamówiła 4 składy typu 19WE. Do produkcji dwóch pierwszych składów wykorzystano człony z prototypowego 20WE.

### Zakończenie produkcji
W kolejnych przetargach dla SKM Warszawa pojawił się wymóg niskopodłogowości, dyskwalifikujący 19WE/20WE.
Pierwszy z tych przetargów, na 13 EZT, wygrała Pesa, która zaproponowała Elfa. Następny, na 6 EZT, ponownie wygrał Newag, jednakże ze względu na wymóg niskopodłogowości, zaproponowano nowy typ – 35WE, nazwany później Impulsem. Wyjściem do powstania nowej konstrukcji był 19WE, oba pociągi mają część wspólnych rozwiązań.
Poza warszawskim węzłem kolejowym wysokie perony występują także w węźle trójmiejskim (na liniach obsługiwanych przez PKP Szybka Kolej Miejska w Trójmieście). Nie zdecydowano się tam jednak na zakup nowych składów, a na modernizację już posiadanych.

### Dodatkowe testy
W listopadzie 2010 roku Koleje Dolnośląskie ogłosiły przetarg na dostawę 5 elektrycznych zespołów trakcyjnych. W specyfikacji przetargu znalazł się wymóg wykazania się dostawą 5 EZT posiadających świadectwo dopuszczenia typu do eksploatacji z prędkością 160 km/h. Newag, który nie spełniał tego wymogu odwołał się do Krajowej Izby Odwoławczej, w wyniku czego zmniejszono wymóg doświadczenia do 3 EZT, nie zmieniając jednak warunku związanego z prędkością. Aby sprostać temu wymogowi, Newag wykonał dodatkowe testy jednego z 19WE po dostawieniu fotela dla pomocnika maszynisty. Rezultatem było otrzymanie dopuszczenia do eksploatacji z prędkością 160 km/h, do której pojazd został konstrukcyjnie przygotowany, lecz nie wymagała jej SKM Warszawa. Ostatecznie, 17 października 2011 Koleje Dolnośląskie podpisały z Newagiem umowę na dostawę 5 EZT typu 31WE.

## Konstrukcja

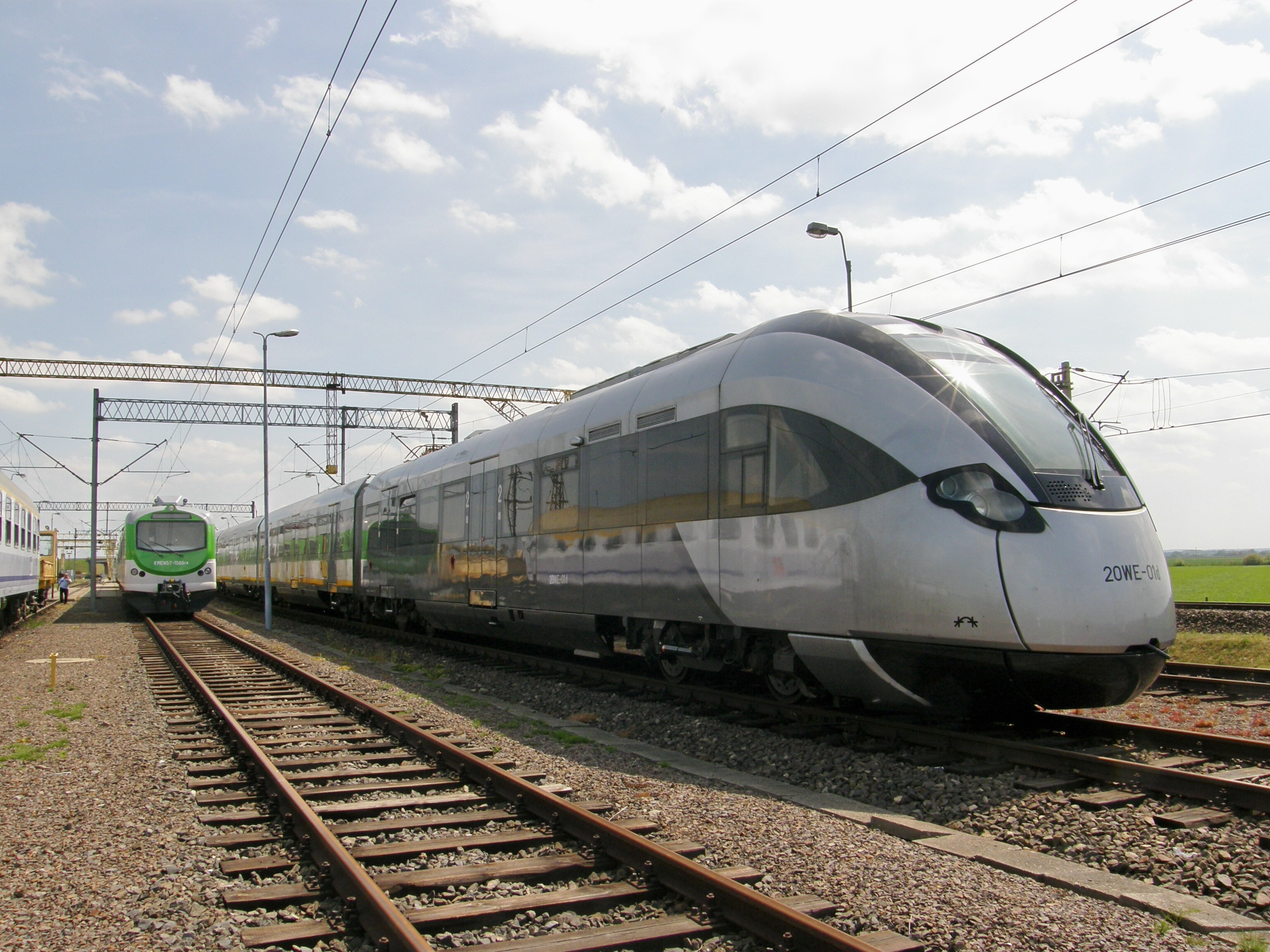
Prototypowa jednostka 20WE

19WE/20WE to odpowiednio cztero-/sześcioczłonowe, wysokopodłogowe składy przeznaczone do obsługi przewozów pasażerskich aglomeracyjnych.
Człony skrajne (typ 314B) posiadają po dwie pary odskokowo-przesuwnych drzwi (prześwit 1300 mm, produkcji Ultimate) na stronę członu, a środkowe (typ 414B) po trzy pary drzwi tego samego typu. Wejścia dostosowane są do obsługi peronów wysokości od 760 do 1060 mm, przy czym w przypadku niższych peronów rozkładają się stopnie ułatwiające wsiadanie. Dodatkowo, w przedsionkach czołowych, znajdują się stopnie służbowe do wsiadania obsługi z poziomu międzytorza oraz ewakuacji pasażerów.
Ze względu na sposób połączenia członów ze sobą (sprzęgi półstałe produkcji Voith połączone sprzęgłem łubkowym) nie jest możliwe skracanie i wydłużanie pojazdu w warunkach eksploatacyjnych, jednakże istnieje możliwość łączenia dwóch pojazdów tego samego typu w trakcję wielokrotną (sterowanie cyfrowe, prod. Medcom) za pomocą chowanego sprzęgu automatycznego (system Scharfenberga, prod. Voith).

### Bezpieczeństwo
Wytrzymałość pudła spełnia wymagania normy PN-EN 12663:2002 (kategoria P-II zespoły wagonowe). Kabina maszynisty jest wyposażona w klatkę bezpieczeństwa, a pod kabiną umieszczone są absorbery energii zderzenia. Pojazd zaprojektowano z uwzględnieniem wymagań normy zderzeniowej EN 15227:2008.
Pojazdy wyposażone są w standardowe urządzenia automatyki bezpieczeństwa ruchu: czuwak aktywny, samoczynne hamowanie pociągu oraz Radio-Stop. Zastosowano radiotelefon firmy Pyrylandia i rejestrator cyfrowy ATM-RP3G firmy ATM Awionika. Kabina maszynisty wyposażona jest w dwa dodatkowe miejsca dla pomocników maszynisty.

### Wnętrze
Stosowany jest mieszany układ foteli (prod. Kiel) – w większości składu siedzenia są wzdłuż okien, a jedynie w członach skrajnych w układzie grupowym. Szerokość przejścia w części pasażerskiej to 800 mm. W jednym ze skrajnych wagonów znajdują się po dwa stanowiska do mocowania wózków inwalidzkich oraz podnośnik ułatwiający wsiadanie osobom na wózkach. Pojazdy wyposażone są w klimatyzację (produkcji Thermoking), ogrzewanie nawiewne, system informacji pasażerskiej, cztery wieszaki na rowery, system zliczania podróżnych, automaty biletowe, monitoring wideo i monitory reklamowe. 19WE nie posiadają toalet (producent przewiduje je dla wersji dalekobieżnych).
Pod koniec 2015 roku jedna z jednostek została doposażona w ładowarki USB.
| Typ                                            | 8 × ANT300-3000 |
| ---------------------------------------------- | --------------- |
| Moc ciągła                                     | 2195 kW         |
| Moc godzinowa                                  | 2400 kW         |
| Maks. pobór mocy                               | 3500 kW         |
| Moment maksymalny (odniesiony do wału silnika) | 2400 Nm         |
| Przyspieszenie rozruchu (do 6 km/h)            | 1,2 m/s²        |
| źródło:                                        |                 |

| Typ                           | SZH 495  |
| ----------------------------- | -------- |
| Przełożenie                   | 1:5,1757 |
| Maks. ilość wejściowa obrotów | 5100/min |
| Maks. moment rozruchu silnika | 2500 Nm  |
| źródło:                       |          |

### Zasilanie i napęd
Układ zasilania powstał we współpracy z firmą Medcom, która zaprojektowała główny obwód elektryczny i dostarczyła falowniki trakcyjne (FT-300-3000 w technologii IGBT), przetwornice statyczne (PSM-60), rozdzielnie wysokiego i niskiego napięcia oraz pulpity sterownicze. W pojazdach zastosowano odbieraki prądu typu DSA 200-PKP (prod. Stemmann).
19WE wyposażony jest w 8 silników asynchronicznych (typ SXT315-L4C, prod. EMIT). Każdy człon oparty jest na dwóch dwuosiowych wózkach. W przypadku członów skrajnych są to wózki napędowe typu 70RSNa, a w przypadku członów środkowych – wózki toczne typu 70RSTa. Wózki napędowe wyposażone są w dwustopniową przekładnię SZH 495 (prod. Voith). Wózki posiadają dwa stopnie usprężynowania. W ramach pierwszego stopnia zamontowane są amortyzatory hydrauliczne i sprężyny śrubowe, natomiast drugi stopień to amortyzatory hydrauliczne i poduszki pneumatyczne.

### Układ hamulcowy
Głównym hamulcem pojazdu w czasie hamowania służbowego jest hamulec elektrodynamiczny, a przy mniejszych prędkościach i podczas postoju dodatkowo wykorzystywany jest hamulec elektropneumatyczny. Średnia energia rekuperowana (oddawana do sieci podczas hamowania) na kilometr to 3,1 kWh/km (przy średnim zużyciu energii na kilometr 10,2 kWh/km).
Pierwsze dwa pojazdy, ze względu na wykorzystanie w nich członów z prototypowego 20WE-01, posiadają dodatkowo hamulce szynowe w członach środkowych.

### 20WE
Wersja sześcioczłonowa 20WE miała długość 119,82 m. Skład posiadał 282 miejsca siedzące (i ok. 750 stojących (4 os./m²)). Dostawione człony nie posiadały własnego napędu.

## Eksploatacja
| Państwo | Przewoźnik   | Liczba | Oznaczenie | Oznaczenie UIC        | Numer operacyjny |
| ------- | ------------ | ------ | ---------- | --------------------- | ---------------- |
| Polska  | SKM Warszawa | 4      | 19WE-01    | 94 51 2 150 001 ÷ 004 | 301              |
| Polska  | SKM Warszawa | 4      | 19WE-02    | 94 51 2 150 005 ÷ 008 | 302              |
| Polska  | SKM Warszawa | 4      | 19WE-03    | 94 51 2 150 009 ÷ 012 | 303              |
| Polska  | SKM Warszawa | 4      | 19WE-04    | 94 51 2 150 013 ÷ 016 | 304              |

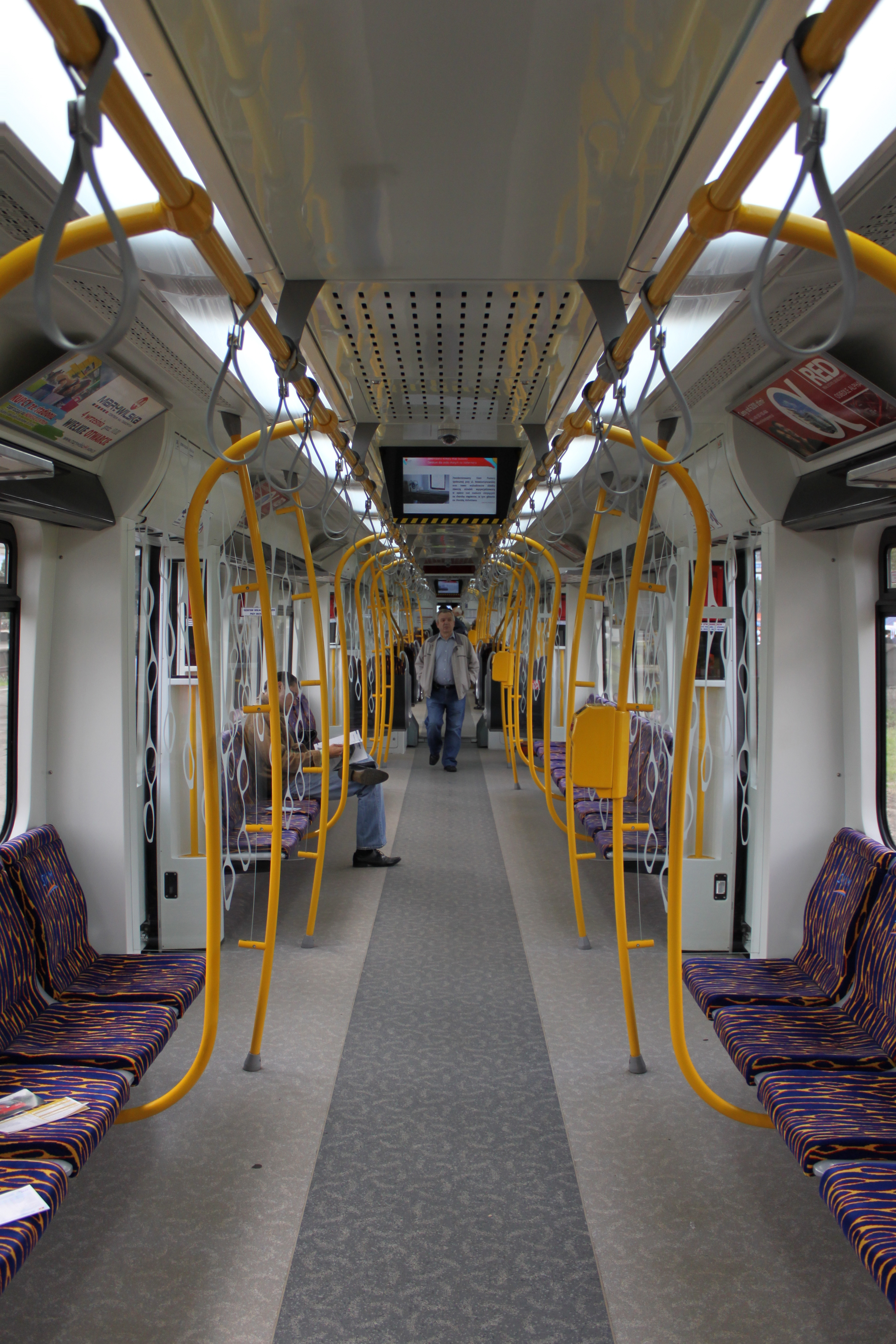
Wnętrze składu

15 czerwca 2009 wybrano ofertę konsorcjum Newagu i ING Lease Polska w przetargu na 15-letni leasing 4 elektrycznych zespołów trakcyjnych dla Szybkiej Kolei Miejskiej w Warszawie.
5 kwietnia 2010 dostarczono pierwszy pojazd, który 9 kwietnia rozpoczął kursowanie na linii S2. Drugi 19WE został dostarczony 26 kwietnia, po czym 29 kwietnia rozpoczął kursowanie na linii S2. 18 maja 3. pojazd rozpoczął przewozy również na linii S2. 11 czerwca rozpoczęto eksploatację ostatniego – 4. egzemplarza. 11 grudnia 2011 wszystkie 4 składy zostały skierowane do obsługi linii S1.
23 maja 2012 pomiędzy przystankiem Warszawa Zoo, a stacją Warszawa Praga, skład o numerze 303 zderzył się z Elfem Kolei Mazowieckich (EN76-012). W wyniku wypadku ranny został pasażer 19WE i pasażerka Elfa. 8 czerwca pojazd powrócił z naprawy.